# Maths Isacson
Maths Yngve Birger Isacson, född 5 oktober 1948, är en svensk ekonomihistoriker. 
Maths Isacson växte upp i Horndal. Han studerade vid Uppsala universitet och disputerade där 1979 på avhandlingen Ekonomisk tillväxt och social differentiering 1680-1860: bondeklassen i By socken, Kopparbergs län. Han var forskningsledare vid Arbetets museum i Norrköping 1988-95. 
Maths Isacson är sedan 1996 professor i ekonomisk historia vid Uppsala universitet.